# Doubt: W kręgu podejrzeń
Doubt – amerykański serial telewizyjny (dramat obyczajowy) wyprodukowany przez Timberman/Beverly Productions oraz CBS Television Studios, którego twórcami są Tony Phelan i Joan Rater.

## Fabuła
Serial opowiada o Sadie Ellis, prawniczce, która zakochuje się w swoim kliencie oskarżonym o morderstwo.

## Obsada

### Główna
- Katherine Heigl jako Sadie Ellis[1]
- Steven Pasquale jako William „Billy” Brennan[2]
- Laverne Cox jako Cameron Wirth[3]
- Dulé Hill jako Albert Cobb[4]
- Dreama Walker jako Tiffany Simon[5]
- Elliott Gould jako Isaiah Roth, szef kancelarii prawniczej[6]
- Kobi Libii jako Nick Brady[4]

## Odcinki
| Sezon | Sezon | Odcinki | Oryginalna emisja CBS | Oryginalna emisja CBS | Oryginalna emisja | Oryginalna emisja | Oryginalna emisja |
| Sezon | Sezon | Odcinki | Premiera sezonu       | Finał sezonu          | Premiera sezonu   | Finał sezonu      |                   |
| ----- | ----- | ------- | --------------------- | --------------------- | ----------------- | ----------------- | ----------------- |
|       | 1     | 13      | 15 lutego 2017        | 5 sierpnia 2017       | 1 kwietnia 2017   |                   |                   |

### Sezon 1 (2017)
| #  | Tytuł                     | Reżyseria         | Scenariusz              | Premiera CBS    | Premiera        |
| -- | ------------------------- | ----------------- | ----------------------- | --------------- | --------------- |
| 1  | Pilot                     | Adam Bernstein    | Joan Rater, Tony Phelan | 15 lutego 2017  | 1 kwietnia 2017 |
| 2  | Then and Now              | James Strong      | Joan Rater, Tony Phelan | 22 lutego 2017  | 8 kwietnia 2017 |
| 3  | Poison Prize              | Nicole Rubio      | David Feige             | 1 lipca 2017    |                 |
| 4  | Clean Burn                | Nicole Rubio      | David Feige             | 8 lipca 2017    |                 |
| 5  | Not a Word                | Chris Misiano     | Pamela Wechsler         | 8 lipca 2017    |                 |
| 6  | Faith                     | Nicole Rubio      | Don Roos                | 15 lipca 2017   |                 |
| 7  | Where Do We Go From Here? | Jeannot Szwarc    | Louisa Levy             | 22 lipca 2017   |                 |
| 8  | Top Dog/Underdog          | Jonathan Brown    | John Cockrell           | 22 lipca 2017   |                 |
| 9  | To See, to Tell           | Matt Earl Beesley | Heather Robb            | 29 lipca 2017   |                 |
| 10 | Finally                   | Maja Vrvilo       | David Feige             | 5 sierpnia 2017 |                 |

## Produkcja
11 lutego 2015 Laverne Cox dołączyła do pilotowego odcinka dramatu. W tym samym miesiącu do obsady dołączyli Dulé Hill i Kobi Libii.
1 marca 2015 Elliott Gould znany z serialu Ray Donovan dołączył do „Doubt”. W tym samym miesiącu ogłoszono, że Dreama Walker dołączyła do dramatu. W sierpniu 2015 ogłoszono, że Katherine Heigl zagra główną rolę w serialu, w którą w pilotowym odcinku wcieliła się KaDee Strickland.
W tym samym miesiącu do dramatu dołączył Steven Pasquale, wcielił się w rolę Williama Brennana, którą pierwotnie zagrał Teddy Sears. 15 maja 2016 stacja CBS oficjalnie zamówiła pierwszy sezon serialu na sezon telewizyjny 2016/2017.
Premierowy odcinek został wyemitowany 15 lutego 2017 roku przez CBS.
25 lutego 2017 roku stacja CBS ogłosiła przerwała nadawanie serialu po dwóch odcinkach, pozostałe odcinki były emitowane od lipca do sierpnia.